# Mikmacké hieroglyfy
Mikmacké hieroglyfy, mikmacké hieroglyfické písmo, mikmacké písmo (mikmacky komqwejwi'kasikl) bylo písmo a mnemotechnická pomůcka užívaná Mikmaky, prvním národem na východním pobřeží Kanady. Jako písmo užívané pro zápis mikmačtiny (jeden z algonkinských jazyků) je doloženo v období 17. až 19. století (v období misionářské činnosti).
Hieroglyfické písmo vytvořili katoličtí křesťanští misionáři v 17. století (resp. 18. století) pro pedagogické a zbožné účely. Intenzivně bylo toto písmo užíváno do 19. století, příležitostně se objevuje užití i později. Prakticky jediné doložené případy užití jsou zbožné křesťanské texty z 19. století a novější.
Hieroglyfické písmo se píše horizontálně zleva doprava, samostatně se zapisují jednotlivé glyfy nesoucí význam jednoho mikmackého slova. Dílčím prvkem písma je grafém, který je buď ekvivalentem glyfu, nebo je glyf kombinací více grafémů. Existuje okolo 2700 grafémů.

## Historie
Roku 1675 podal zprávu francouzský misionář Chrétien Le Clercq, že pro pedagogické účely vytvořil logografický systém na základě symbolů, které si místní děti zapisovaly na březovou kůru. O hypotetickém předmisionářském mnemotechnickém systému nejsou jiné zprávy, je doloženo několik mikmackých petroglyfů (ale vztah mezi Leclercqovým písmem a petroglyfy není prokázán).
Ve 30. letech 18. století potom další misionář Pierre Maillard vytvořil hieroglyfickou variantu mikmackého písma (není jasné, jestli vůbec znal práci Le Clercqa).
V průběhu 19. století přišel mezi Mikmaky baptistický (nekatolický) misionář Silas Tertius Rand, který se pro své potřeby snažil prosadit latinku. Mezitím roku 1852 do Nového Skotska (poblíž města Pomquet) přišel po dlouhé době katolický misionář Christian Kauder. Kauder zaznamenal intenzivní užívání zvláštního písma, hieroglyfů, ačkoliv se mikmačtinu nikdy dobře nenaučil, pokusil se sesbírat doklady hieroglyfů a roku 1866 dokonce nechal ve Vídni vytisknout katechismus těmito znaky. Ačkoliv se většina nákladu utopila při cestě z Evropy, několik zachráněných knih se stalo mezi Mikmaky velmi populárních, navíc jsou nejstarším (a zároveň v podstatě úplným) dokladem užití hieroglyfů.

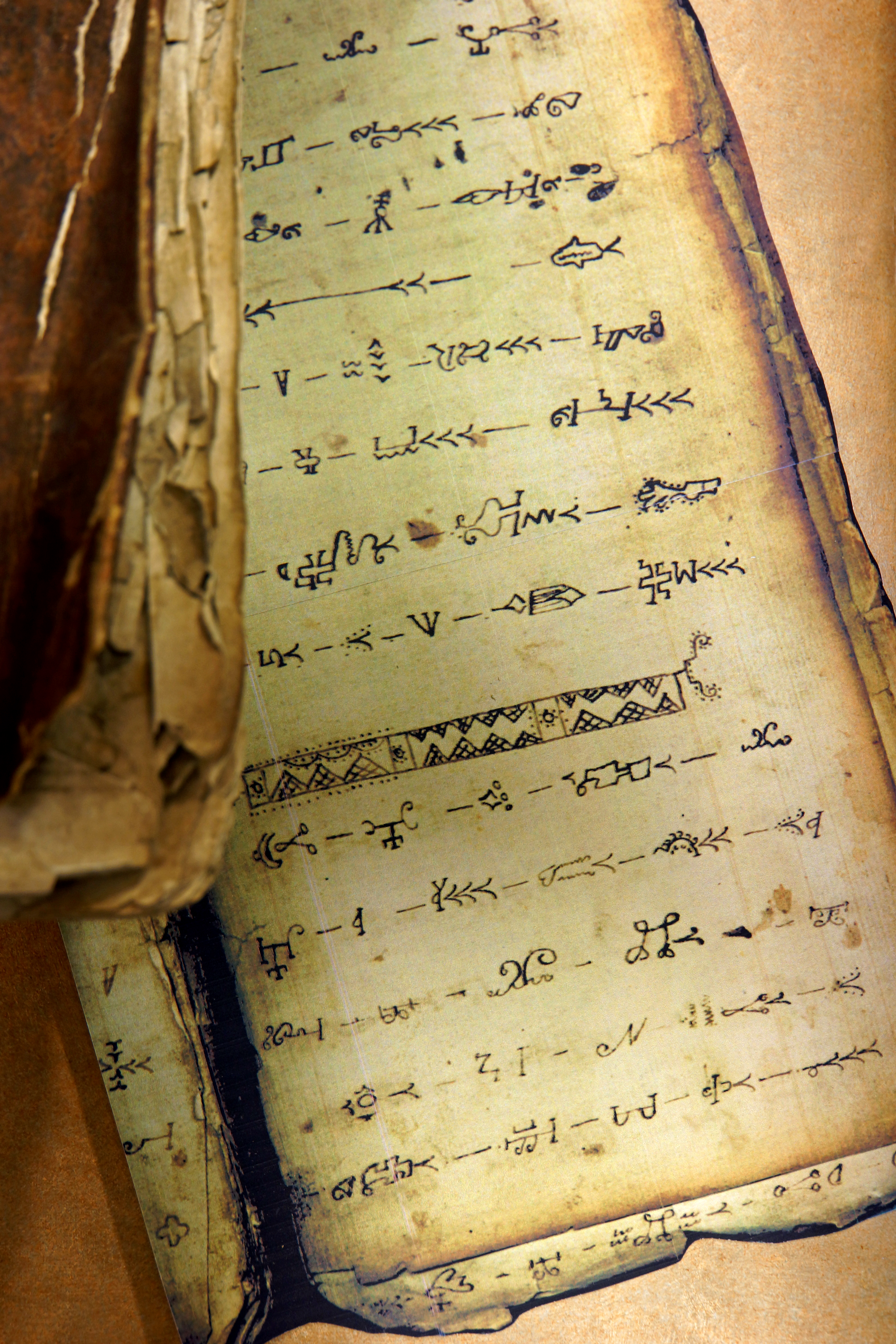
Příklad modlitební knihy, asi z konce 19. století (Forteresse de Louisbourg)

Père Pacigique (Henri-Joseph-Louis Buisson) působící u Mikmaků od roku 1896, konstatoval, že se mezi Mikmaky hieroglyfy téměř nepoužívají a sám byl spíše podporovatelem latinky užívané ve všech oblastech mikmackého psaného jazyka, v průběhu let ale docenil důležitost vlastního svébytného písma (ne však jako "psacího systému", ale spíše z důvodů kulturních) a dokonce roku 1921 zajistil reprint Kauderova katechismu.

## Kauderův katechismus
- Buch das gut : enthaltend den Katechismus, Betrachtung, Gesang. Wien : Kaiserliche wie auch königliche Buchdruckerei, 1866. on-line (Internet Archive) exemplář ze sbírek Smithsonova institutu
- Sapeoig oigatigen tan tetli gômgoetjoigasigel alasotmaganel, ginamatineoel ag getapegiemgeoel = Manual of prayers, instructions, psalms & hymns in Micmac ideograms. Ristigouche : Micmac Messenger, 1921.